# IJslands kenteken
Het IJslands kenteken bestaat over het algemeen uit drie letters en twee cijfers. Kentekens die werden uitgereikt voor juni 2007 bestaan uit twee letters en drie cijfers. De blauwe letter- en cijfercombinatie staat in een blauw kader op een witte reflecterende achtergrond. In IJsland wordt de combinatie willekeurig gekozen en bestaan er geen regionale codes. Men kan de herkomst van een wagen dus niet aflezen van het kenteken. Het kenteken bevat wel een sticker met daarop het jaar waarop het voertuig voor keuring moet, het laatste cijfer geeft aan in welke maand: 1 = januari, 2 = februari enz. Kentekens die na april 2004 zijn uitgereikt hebben aan de linkerkant de IJslandse vlag met daaronder de landcode IS. Naast oudere kentekens moet de gebruiker een sticker met de nationale vlag en de landcode plakken.

## Bijzondere kentekenplaten
Commerciële kentekens bestaan in IJsland uit rode letters en cijfers in een rode kader op een witte reflecterende achtergrond. Auto's die zijn uitgerust met dergelijk kenteken mogen niet voor privédoeleinden gebruikt worden.
De "CD"-kentekens worden in IJsland uitgereikt aan mensen van het diplomatieke korps en bestaan uit witte letters en cijfers in een witte kader op een groene reflecterende achtergrond. De eerste twee letters zijn CD en worden gevolgd door nog één letter en twee cijfers. 
De zogenaamde "Olie"-kentekens bestaan uit zwarte letters en cijfers in een zwarte kader op een donkergele reflecterende achtergrond. Auto's die voorzien zijn van een olie-kenteken mogen belastingsvrije diesel tanken, dit zijn onder meer brandweerwagens en auto's van reddingswerkers.
Tijdelijke kentekens bestaan uit zwarte letters en cijfers in een zwarte kader op een rode reflecterende achtergrond, deze kentekens worden vooral door autohandelaren gebruikt.
Daarnaast is het mogelijk een vrij kenteken aan te vragen. Een vrij kenteken is toegestaan als deze combinatie nog niet bekend is.